# Sonalika Tractors
Sonalika Tractors er en indisk producent af jordbrugsmaskiner og traktorer. Den blev etableret i 1995 i Punjab, Indien. Virksomheden er en del af Sonalika Group.